# Joseph Marello
Pour les articles homonymes, voir Saint Joseph.
Joseph Marello (en italien : Giuseppe Marello), né à Turin le 26 décembre 1844 - mort à Savone le 30 mai 1895, est un évêque italien d'Acqui de 1889 à 1895, et le fondateur des oblats de saint Joseph. Reconnu saint par l'Église catholique, il est célébré le 30 mai.

## Biographie
Né à Turin, il passe toute son enfance à San Martino Alfieri, dans le Piémont. Bénéficiant d'une vocation précoce, et ayant une grande dévotion pour la Vierge Marie, il entre au séminaire d'Asti.
Il est ordonné prêtre le 19 septembre 1868 et vit son sacerdoce avec enthousiasme et intensité. Nommé secrétaire de l'évêque d'Asti, il l'accompagne au Concile Vatican I, où ses qualités sont particulièrement remarquées du cardinal Pecci, futur Léon XIII.
Joseph Marello devient ensuite chancelier et dirige les activités de la curie diocésaine. Là, il se consacre aux confessions, à la catéchèse et à la direction spirituelle des fidèles.
Par ailleurs, il est sensible à la condition des personnes âgées pour lesquelles il fonde un établissement afin de leur permettre de finir leur vie décemment, tandis que d'un autre côté, il engage fermement les laïcs à soutenir la personne du pape, en cette période où la suppression en cours des États pontificaux sème le trouble au sein des catholiques.
Inspiré par l'œuvre de Don Bosco et de Joseph-Benoît Cottolengo, il ne pense qu'à servir et à vivre une vie intérieure profonde. Un temps, il songea à intégrer un monastère de Chartreux, mais son évêque l'en dissuade, persuadé que l'appel de Dieu a un autre dessein pour lui.

## Son œuvre
C'est alors qu'il pensa réaliser son idéal spirituel en rétablissant et en soutenant la vie religieuse masculine. Et c'est le 14 mars 1878 qu'il fondait la congrégation des oblats de saint Joseph auxquels il recommandait :  « Soyez des ermites à l'intérieur et des apôtres à l'extérieur », et leur donnait saint Joseph comme patron et inspirateur. C'était une communauté de prêtres et de frères dont la charge était d'assister les évêques et le clergé.
Nommé évêque d'Acqui par Léon XIII, le 11 février 1889, il est consacré le 17 février de la même année par Raffaele Monaco La Valletta avec comme co-consécrateurs Rocco Cocchia (it) et Ignazio Persico. Il mène une action apostolique intense, rendant visite à toutes ses paroisses, promouvant la catéchèse, l'éducation chrétienne des jeunes, les missions paroissiales, se dépensant tout particulièrement pour renforcer l'unité entre le clergé et les fidèles.

## La fin de sa vie
Malgré une santé de plus en plus défaillante, et l'épuisement d'une vie tout entière consacrée aux autres, il se rendit à Savone pour les fêtes du troisième centenaire de la mort de saint Philippe Néri.
C'est là qu'il s'éteignit, le 30 mai 1895, ayant vécu toute sa vie sous le principe que le pape Jean-Paul II a rappelé :
« Aimer la Mère du Rédempteur et en imiter le Gardien ».

## Béatification - canonisation
C'est le 26 septembre 1993 que le pape Jean-Paul II le béatifie, à Asti, le présentant comme un modèle d'évêque.
Huit ans après, après l'attestation d'un miracle (la guérison de deux enfants au Pérou, le 25 novembre 2001, au lendemain du Synode des Évêques, il fut canonisé par Jean-Paul II qui rappela que la devise de toute la vie du nouveau saint avait été de : « Protéger les intérêts de Jésus ».

## Citation
Du pape, lors de la cérémonie de canonisation de Joseph Marello, qui soulignait que la :
« plénitude de grâce reçue de sa grande dévotion envers la Vierge Marie, plénitude du sacerdoce que Dieu lui conféra comme don et mission, plénitude de sainteté qu'il acquit en se conformant au Christ, le Bon Pasteur... Le service caché l'attirait beaucoup dans le personnage de Joseph, le nourrissant d'une intériorité profonde. Il sut transmettre ce style aux Oblats de St.Joseph ».

## Sources
- Osservatore Romano : 2001 n.48 p.1-3  -  n.49 p.2